# Spolek architektů Slovenska
Spolek architektů Slovenska (slovensky Spolok architektov Slovenska), zkratka SAS, se konstituoval jako dobrovolné, společenské, kulturně-umělecké sdružení architektů a příznivců architektury. Jeho prvořadým cílem je popularizovat architekturu, rozšiřovat architektonickou osvětu veřejnosti a podílet se na tvorbě celistvé architektonické kultury. Před listopadem 1989 Svaz architektů Slovenska.

## Činnost spolku
Spolek architektů Slovenska zastává důležitý stupeň v kulturně-společenském dění v oblasti architektury. Různé prezentace, přednášky, diskuze, vernisáže nebo výstavy, dokonce zahraniční zájezdy, mohou poskytnout, především začínajícím architektům, mnoho kontaktů a informací důležitých pro tvorbu. V galerii spolku lze prezentovat i své konkrétní dílo nebo seznámit se s tvorbou předních slovenských a zahraničních architektů. Proto je možné vedle tvůrčí práci architekta, působením v této organizaci jako člen, dosáhnout výrazně širšího rozhledu a vědomí. Vzájemné sdílení informací a výměny zkušeností jsou už jen doplňkem příjemné atmosféry ve společnosti odborné veřejnosti.
Spolek má prezidenta, tří viceprezidenty (pro západní, střední a východní Slovensko), prezidium, revizní komisi, a regionální rady (pro západní, střední a východní Slovensko)
Prezidenti spolku :
- Ing. arch. Ing. arch. Štefan Šlachta - hlavní architekt hlavního města SR (prezident od 1990-1994 a od 2002-2008).
- Ing. arch. Ján Bahna - zvolen na valné hromadě SAS v Žilině, 5. 11. 2008.

## Cena Dušana Jurkoviče
Spolek architektů Slovenska uděluje Cenu Dušana Jurkoviče od roku 1991 autorovi nebo autorskému kolektivu za realizované architektonické nebo urbanistické dílo, které přispívá ke zvýšení úrovně a prestiže architektonické nebo urbanistické tvorby na Slovensku. Cena Dušana Jurkoviče je nejvyšším oceněním, které uděluje Spolek architektů Slovenska za realizované dílo v oblasti architektury. Cena je udělována každoročně, udělují se i nominace a může být udělena i in memoriam. Dušan Jurkovič byl v roce 1946 zvolen čestným předsedou Spolku architektů Slovenska a je jeho patronem jakož je i patronem české moderní architektury.